# オーガスタス・ウェルビー・ノースモア・ピュージン
オーガスタス・ウェルビー・ノースモア・ピュージン（Augustus Welby Northmore Pugin, 1812年3月1日 - 1852年9月14日）は、イギリスの建築家。

## 略歴
フランス系であるが、父のオギュスト・シャルルは、1792年にフランスからロンドンに渡り、ジョン・ナッシュの事務所の製図工となり、のちにゴシック建築に関する書物の図案と編集を担当する。その息子はこれらの仕事を手伝っていることが知られているが、そのうちに本人が装飾、その後建築の仕事を委託されるに至る。
ピュージンは1812年ロンドンのブルームズベリーで生まれた。彼は20歳になる前にウィンザー城の家具と劇場のステージ・セット（ケニルワース）を設計したことが知られている。建物そのものと同様、家具、祭壇、スクリーン、ステンドグラス、金属細工にも興味を示した。このことから、チャールズ・バリーから国会議事堂の仕事を与えられ、そこで彼はファサードのゴシック様式のディテールだけでなく、インクスタンドや帽子かけなどの家具もデザインした。こうして彼は「手さばきのよい熱心な図案家」とも評された。
1830年にフォース湾で遭難の憂き目にも遭う。海に対する情熱を注いでいたという。
1834年にカトリック教会に改宗してからは、ゴシック建築により情熱を傾けた。彼はもっとも高貴な「第二期尖頭式」の、すなわち13世紀後期から14世紀初期のスタイルのものでなければならないとしていた。
1836年に出版した著書『Contrasts』で建築界に広く知られるようになった。
教会建築を多くてがけ、代表作に1841年から1846年にかけて設計したスタフォードシャーのチードル教会や、1842年から1844年にかけて設計したノッティンガム大聖堂、1848年にできたサザークの聖ジョージ大聖堂などがある。1846年から1851年にかけて設計したラムズゲートのセント・オーガスティン教会などは彼自身が出資者で、自邸の隣に建っている。
ネオゴシック様式の教会とは違って、ピュージンの教会は考古学的に正確なものであるものが多いが、塔の配置などは非対称的であり、これが英国の19世紀の教会デザインにみられる意図的な非対称性の先駆けとなった。
自身の時代の建物形式である一古典主義のほかゴシックを最小限に用いる無意味さ、残忍・俗悪などとカトリック時代の栄光とを比較することでカトリシズムへの願望を綴っている。1841年以降に、より厳密に計算されて記された『The True Principles of Pointed or Christian Architecture』を出版したが、ゴシック様式と構造との関係から各部材の機能に関する理解は、以前の出版物より深いものとなっている。これらの著作から機能主義の創設者と称されるが、自身が設計する建物は大体が資金難に大いに苦しんでいる。紙上なら豊かさな表現を成し遂げられるが、それを石と木で実現することはほとんど状況がついていかなかったのである。ピュージンは生涯に非常に多くのデザインをこなしたので、ジョージ・ギルバート・スコット, チャールズ・バリーやウィリアム・バターフィールド、ゴシック・リヴァイヴァル建築家にとっては、頼りになるゴシック・デザインの宝庫を与えられたようなものだった。
私生活では、1831年に結婚したが1年後に妻に先立たれ、1833年には再婚したが1844年にまた先立たれ、1849年に再婚したが、1851年に今度は本人が精神に異常をきたしてしまったという。